# روهرو، اتریش
روهرو (به آلمانی: Rohrau) یک منطقهٔ مسکونی در اتریش است که در ناحیه بروک آن در لیتا واقع شده‌است. روهرو ۱٬۵۳۴ نفر جمعیت دارد.

## خواهرخوانده
شهر گرترینگن خواهرخواندهٔ روهرو هست.